# Menznau
Menznau ist eine politische Gemeinde im Wahlkreis Willisau des Kantons Luzern in der Schweiz.

## Geographie
Menznau ist die südöstlichste Gemeinde des Amtes Willisau und liegt zwischen Wolhusen und Willisau. Menznau grenzt an Buttisholz, Grosswangen, Hergiswil bei Willisau, Romoos, Ruswil, Willisau und Wolhusen. Mit einer Fläche von über 30 km² ist sie eine der flächenmässig grösseren Ortschaften im Kanton Luzern. Vom Gemeindeareal wird 58,6 % landwirtschaftlich genutzt. Weitere 34,3 % sind mit Wald oder Gehölz bedeckt und nur 6,4 % Siedlungsfläche (Stand 2015/16). Die Gemeinde hat zwei Gesichter. Westlich und südlich des Dorfes Menznau besteht sie aus einer zerklüfteten, stark bewaldeten Hügellandschaft – während sie östlich und nördlich davon eine gerodete Hochebene umfasst. Zwischen diesen Extremen liegt ein enges Tal, welches von der Seewag durchflossen wird. Südliche Gemeindegrenze bilden der Chrachebach und die Kleine Fontanne.

### Gemeindegrenze
Vom Waldighüsli (8 km südwestlich von Menznau-Dorf) am Chrachebach führt die Gemeindegrenze in nordöstlicher Richtung bis zur Kaltenegg (1040 m ü. M.) nordwestlich von Menzberg – und dann immer in der Nähe der Strasse Menzberg-Twerenegg-Menznau entlang bis Niespel (1,9 km südwestlich des Dorfs), wo sie eine nördliche Richtung einschlägt bis hinauf nach Badhuet (2,4 km nordnordwestlich des Dorfs). Dort dreht sie nach Osten und bildet die Nordgrenze der Gemeinde. Beim am Nordosthang des Geissbergs liegenden Weiler Tambach (3 km nordnordöstlich des Dorfs; 597 m ü. M.) wendet sie sich bis zum Soppensee nach Südosten. Vom Soppensee wechselt die Gemeindegrenze kurz nach Süden, dann fliesst sie mit dem (Grossen) Schwarzebach kurz nach Nordwesten – um dann endgültig nach Süden abzudrehen. Sie erreicht bei Wolhusen-Bad die Wolhuser Wiggere und folgt ihrem Lauf bis zu deren Quelle. Nach einigen Metern Westrichtung führt sie in südlicher Richtung zum Flüebach. Dessen Lauf folgt sie in Fliessrichtung bis zum Zusammenfluss von Flüebach und Kleiner Fontanne. Schlussendlich folgt die Gemeindegrenze dem Lauf der Kleinen Fontanne bachaufwärts bis Waldighüsli.

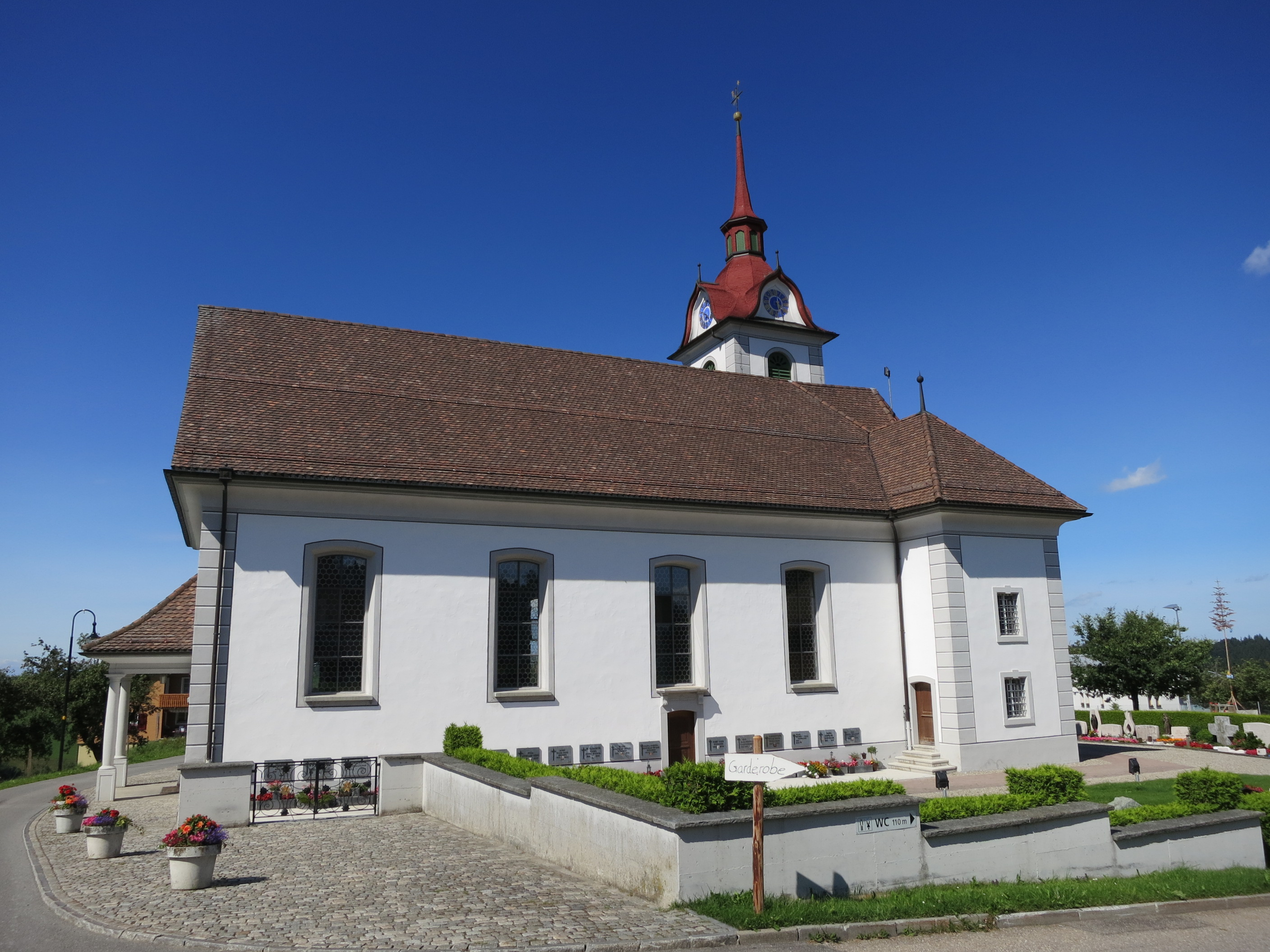
Pfarrkirche Menzberg

### Ortsteile, Weiler und Gehöfte
Die Gemeinde besteht aus mehreren Ortsteilen und etlichen Weilern und Gehöften. Menznau-Dorf liegt 4 Kilometer nordwestlich von Wolhusen im Tal der Seewag. Zur Gemeinde gehört der Ortsteil Geiss (1,7 km nordöstlich des Dorfs; 616 m ü. M.), der am Südwesthang des Geissbergs liegt. Der Ortsteil Twerenegg liegt im Hügelland, 3,5 Kilometer südwestlich vom Dorf auf 910 m ü. M. an der Strasse nach Menzberg. Dieser Ort ist nach dem Dorf die grösste Siedlung der Gemeinde und liegt 7 Kilometer in südwestlicher Richtung vom Dorf entfernt auf 1016 m ü. M.
Die grössten Weiler sind Elsnau (600 m nordwestlich des Dorfs; 610 m ü. M.), Elswil (2 km nordöstlich des Dorfs; 600 m ü. M.) bei Geiss, Tutensee (1,5 km südöstlich; 618 m ü. M.) mit dem gleichnamigen Tutensee (Tuetenseeli genannt), die Streusiedlung Rengg (6 km südlich; 916 m ü. M.) zwischen dem Flüebach und der Kleinen Fontannen, Rötelberg (1,6 km nordwestlich; 612 m ü. M.), Seehof (3,7 km nordöstlich; 602 m ü. M.) am Nordwestufer des Soppensees und Blochwil (1,6 km nördlich; 576 m ü. M.).

### Gewässer
Es gibt zahlreiche Bäche im Gemeindegebiet. Nebst den weiter oben erwähnten Bächen sind dies der Burgacherbach und der (Kleine) Schwarzebach, welche in den Tutensee fliessen. Der (Grosse) Schwarzebach fliesst durch Geiss und der Ruswiler Rotbach durch Blochwil. Der Rickebach mündet in Menznau-Dorf in die Seewag ein.

## Bevölkerung
Von 1798 bis 1850 stieg die Bevölkerung stark an (1798–1850: + 22,6 %). Mit Ausnahme des Jahrzehnts zwischen 1860 und 1870 sank die Bevölkerung durch Landflucht in die Industriegebiete stark (1850–1900: − 18,4 %). Innert zwei Jahrzehnten wuchs sie wieder auf den Stand von 1850 an (1900–1920: + 22,1 %). Von 1920 bis 1980 folgte ein Auf und Ab (insgesamt 1920–1980: − 3,4 %). Dann wuchs die Zahl der Bewohner innert 20 Jahren sprunghaft an (1980–2000: + 26,8 %). Seit der Jahrtausendwende stagniert die Einwohnerzahl.
Quelle: Bundesamt für Statistik; 1850 bis 2000 Volkszählungsergebnisse, 2010 ESPOP, seit 2011 STATPOP

### Sprachen
Die Bevölkerung benutzt als Alltagssprache eine hochalemannische Mundart. Bei der letzten Volkszählung im Jahr 2000 gaben 94,04 % Deutsch, 2,95 % Albanisch und 1,33 % Serbokroatisch als Hauptsprache an.

### Religionen – Konfessionen

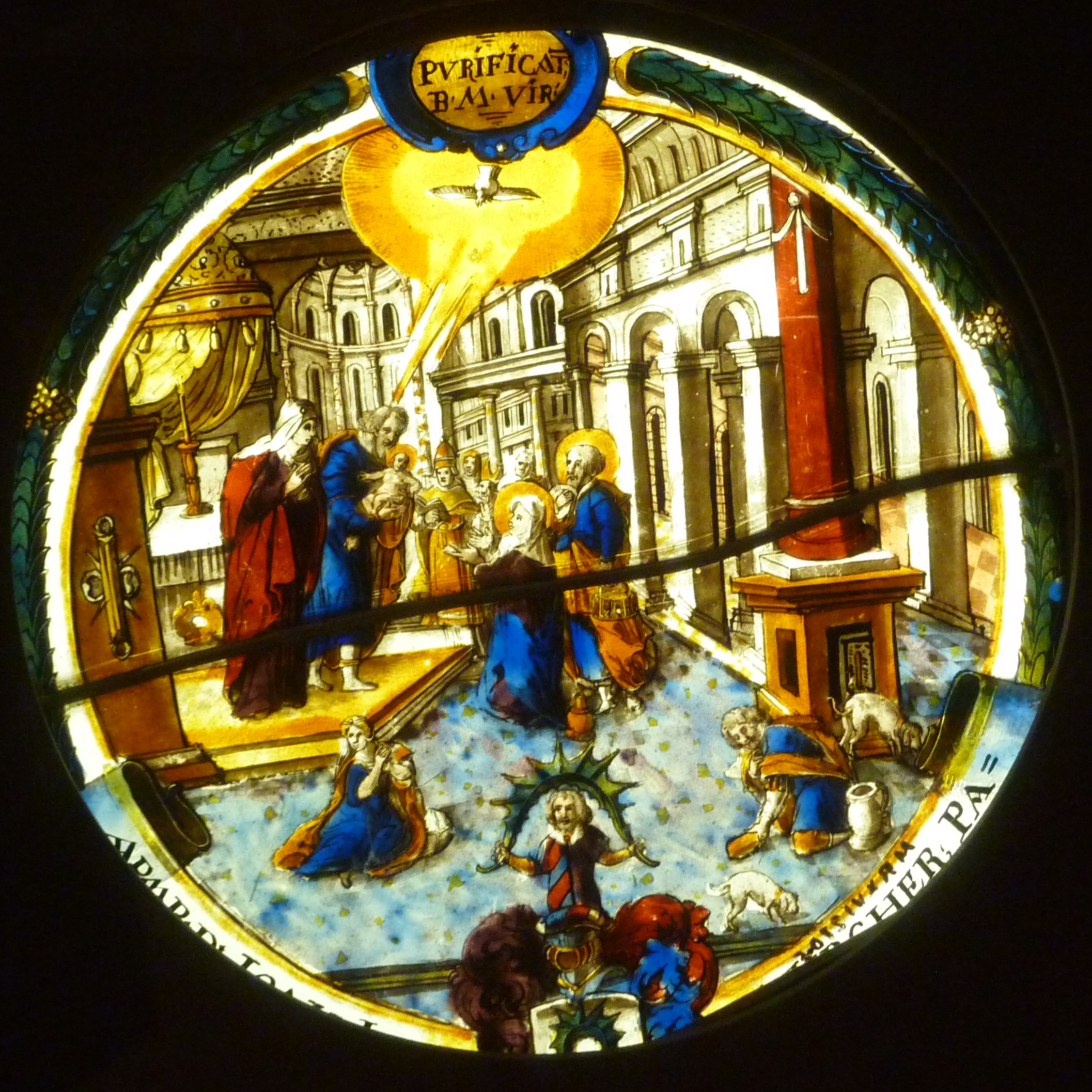
Bleiglasfenster (1667) im Louvre Paris, Wappen von Johann-Jakob Bircher († 1683), Pfarrer von Menznau von 1644 bis 1683, Darstellung: Maria Lichtmess

Früher waren alle Bewohner Mitglied der Römisch-Katholischen Kirche. Durch Kirchenaustritte und Zuwanderung aus anderen Regionen der Schweiz und dem Ausland hat sich dies geändert. Heute (Stand 2000) sieht die religiöse Landschaft wie folgt aus. Es gibt 83,82 % römisch-katholische und 7,44 % evangelisch-reformierte Christen. Daneben findet man 2,25 % Muslime und 1,65 % Konfessionslose. Eine für eine Landgemeinde hohe Quote von 4,00 % verweigerte die Auskunft zur Religionszugehörigkeit.

### Herkunft – Nationalität
Ende 2022 zählte die Gemeinde 3056 Einwohner. Davon waren 2681 Schweizer Staatsangehörige und 375 (= 12,3 %) Menschen anderer Staatsangehörigkeit. Die grössten Zuwanderergruppen kommen aus Deutschland (81 Menschen), dem Kosovo (59), Portugal (35), Nordmazedonien (18) und Serbien (12).

### Persönlichkeiten
- Walter Müller (* 1942), im Ortsteil Twerenegg geborener Soziologe und Hochschullehrer

## Geschichte

Luftbild aus 300 m von Walter Mittelholzer (1922)

Um 1100 gelangte der Meierhof von Menznau von den Grafen Fenis-Hasenburg an das Benediktinerkloster St. Johann in Erlach am Bielersee. Diese Besitzrechte an Menzenowa wurden von Papst Lucius III. 1185 in einem Schutzschreiben an das Kloster bestätigt. Kirche und Pfarrei wurden vermutlich im 13. Jahrhundert von den Freiherren von Hasenburg (Willisau) gegründet. Um 1320 gingen die Burgstelle Kasteln sowie das Patronat über Kirche und die niederen Rechte an das Deutschordenshaus Hitzkirch über. Nach der Aufhebung der Kommende Hitzkirch 1803 übernahm Luzern die Rechte. Von 1798 bis 1803 gehörte Menznau zum Distrikt Ruswil; danach bis 1814 zum Amt Entlebuch. Ab 1814 gehörte es zum Amt Sursee und erst seit 1831 zum Amt Willisau.

## Politik

### Gemeinderat
Der Gemeinderat Menznau besteht aus fünf Mitgliedern und ist wie folgt aufgestellt (Legislatur 2020–2024):
- Adrian J. Duss-Kiener, Gemeindepräsident
- Beat Blum-Brunner, Gemeindeammann
- Fabienne Ineichen-Roth, Gemeinderätin (Sozialvorsteherin) (seit 2021)
- Stefan Roos-Bannwart, Gemeinderat
- Marianne Fölmli-Emmenegger, Gemeinderätin (seit 2023)

sowie
- Marianne Duss, Gemeindeschreiberin

### Kantonsratswahlen
Bei den Kantonsratswahlen 2023 des Kantons Luzern betrugen die Wähleranteile in Menznau: Mitte (mit JMitte und Mitte60+) 37,52 %, SVP 34,13 %, FDP 16,69 %, SP 6,32 %, Grüne 2,73 % und glp 2,60 %.

### Nationalratswahlen
Bei den Schweizer Parlamentswahlen 2023 betrugen die Wähleranteile in Menznau: Mitte 42,9 % SVP 33,0 %, FDP 12,9 %, SP 3,9 % Grüne 2,1 %, glp 1,4 %, übrige 3,9 %.

## Verkehr
Menznau liegt an der Bahnlinie Wolhusen-Langenthal. Geiss und Menzberg sind durch eine Postautolinie an den Öffentlichen Verkehr angeschlossen. Menznau liegt an der Hauptstrasse Wolhusen – Willisau – Dagmersellen. Die nächstgelegenen Autobahnanschlüsse an der A2 befinden sich in nordöstlicher Richtung in einer Entfernung von 15 km in Sursee bzw. 17 km in nördlicher Richtung in Dagmersellen.

## Bilder

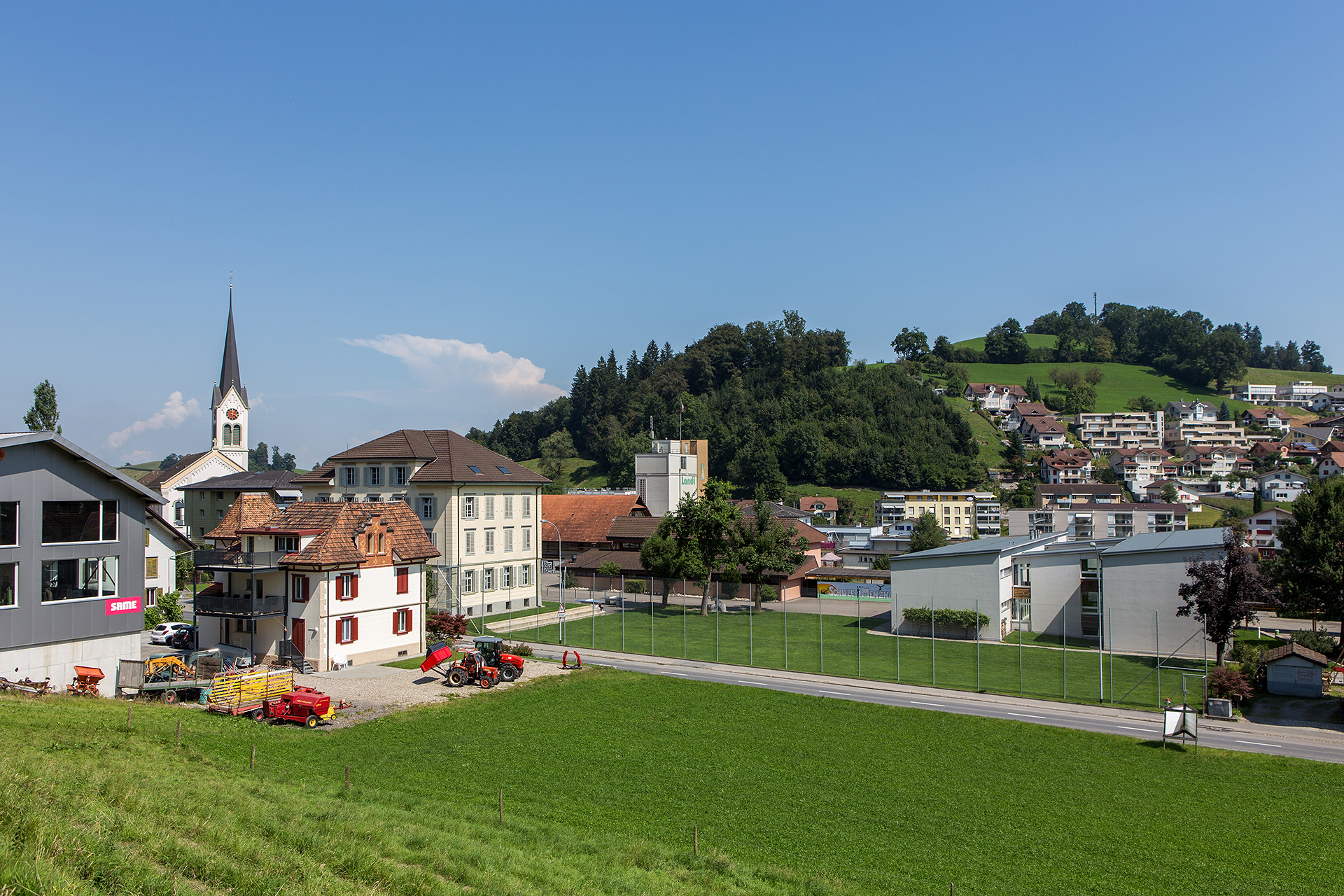
Menznau
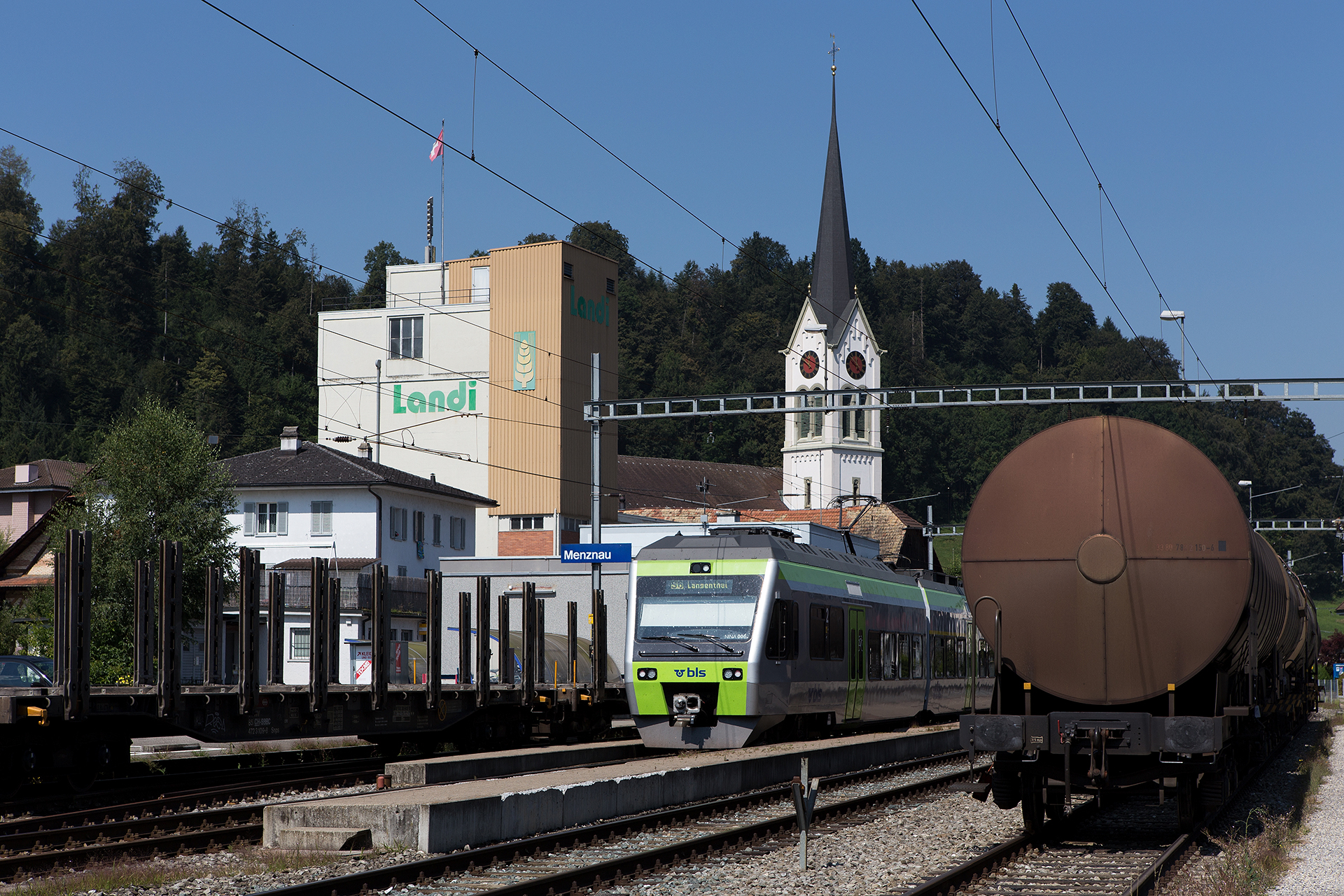
Bahnhof
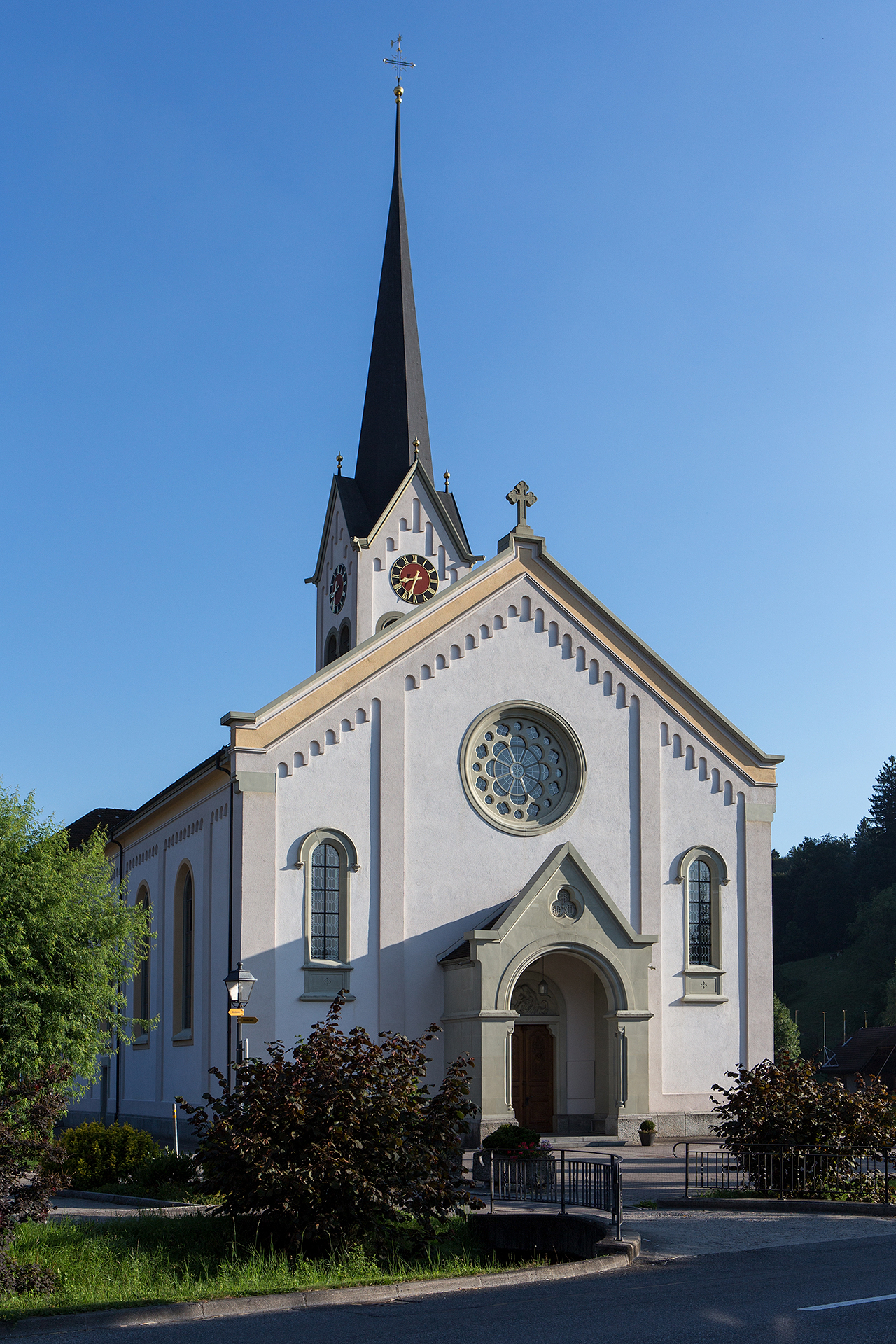
Pfarrkirche
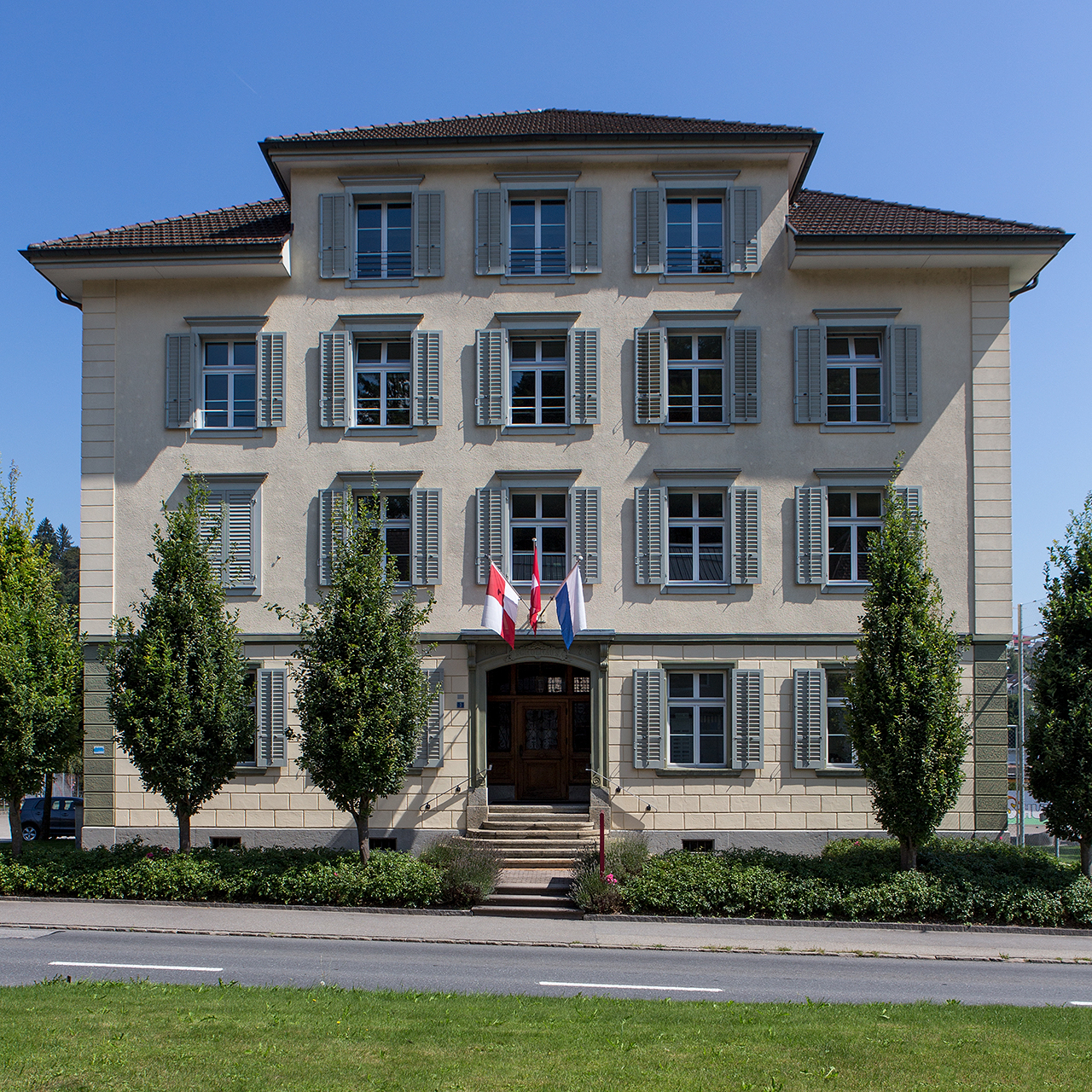
Gemeindeverwaltung
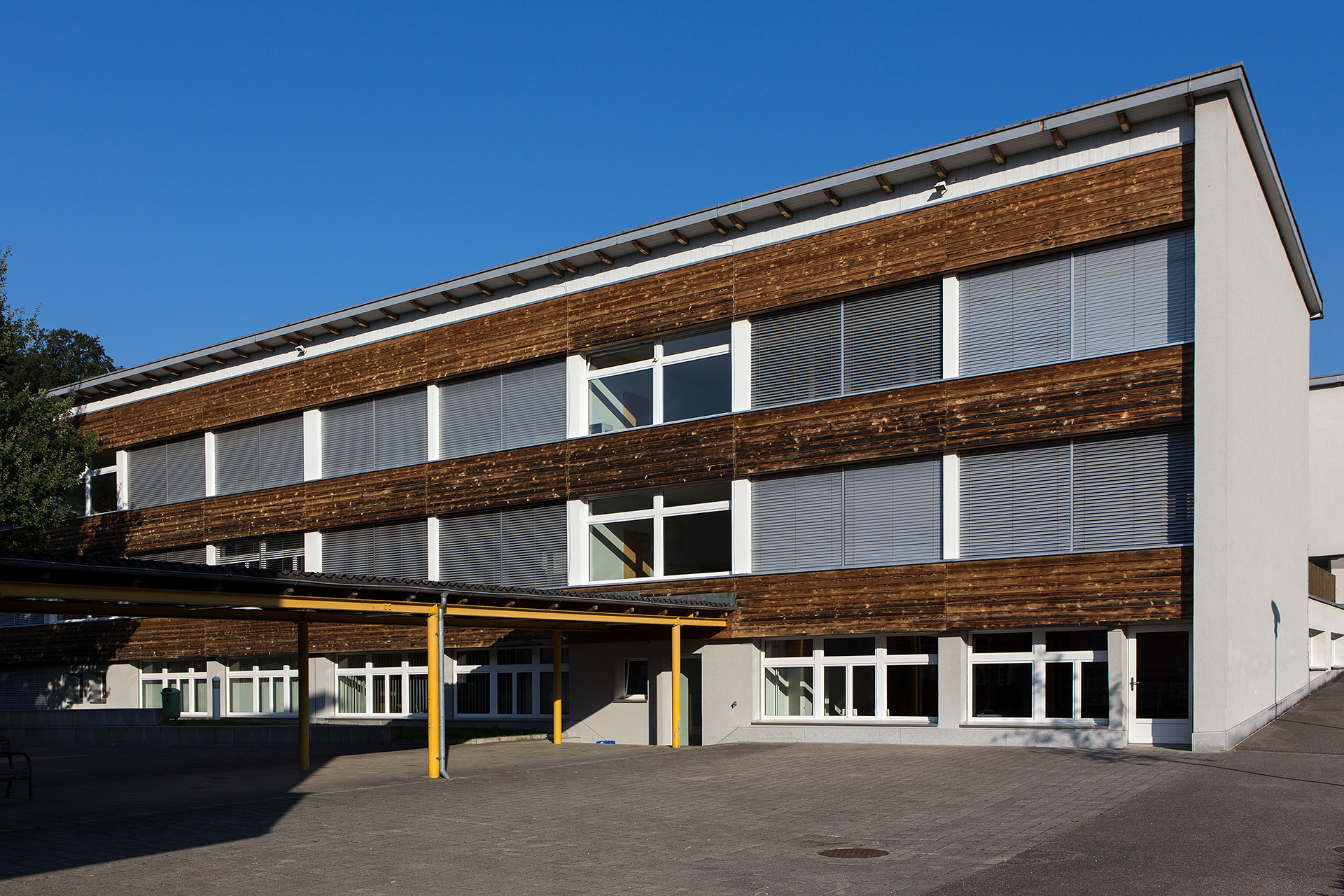
Primarschulhaus
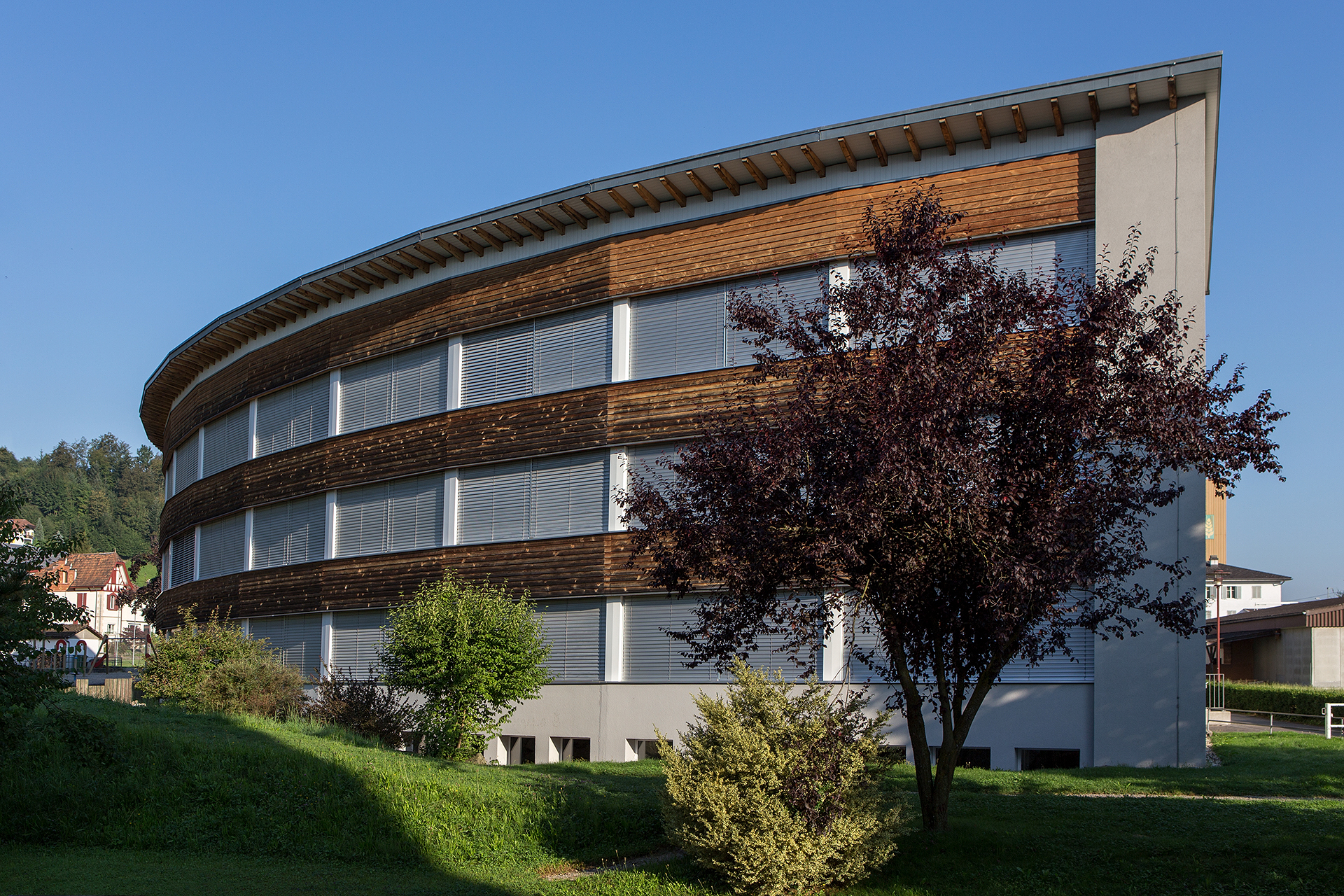
Sekundarschulhaus
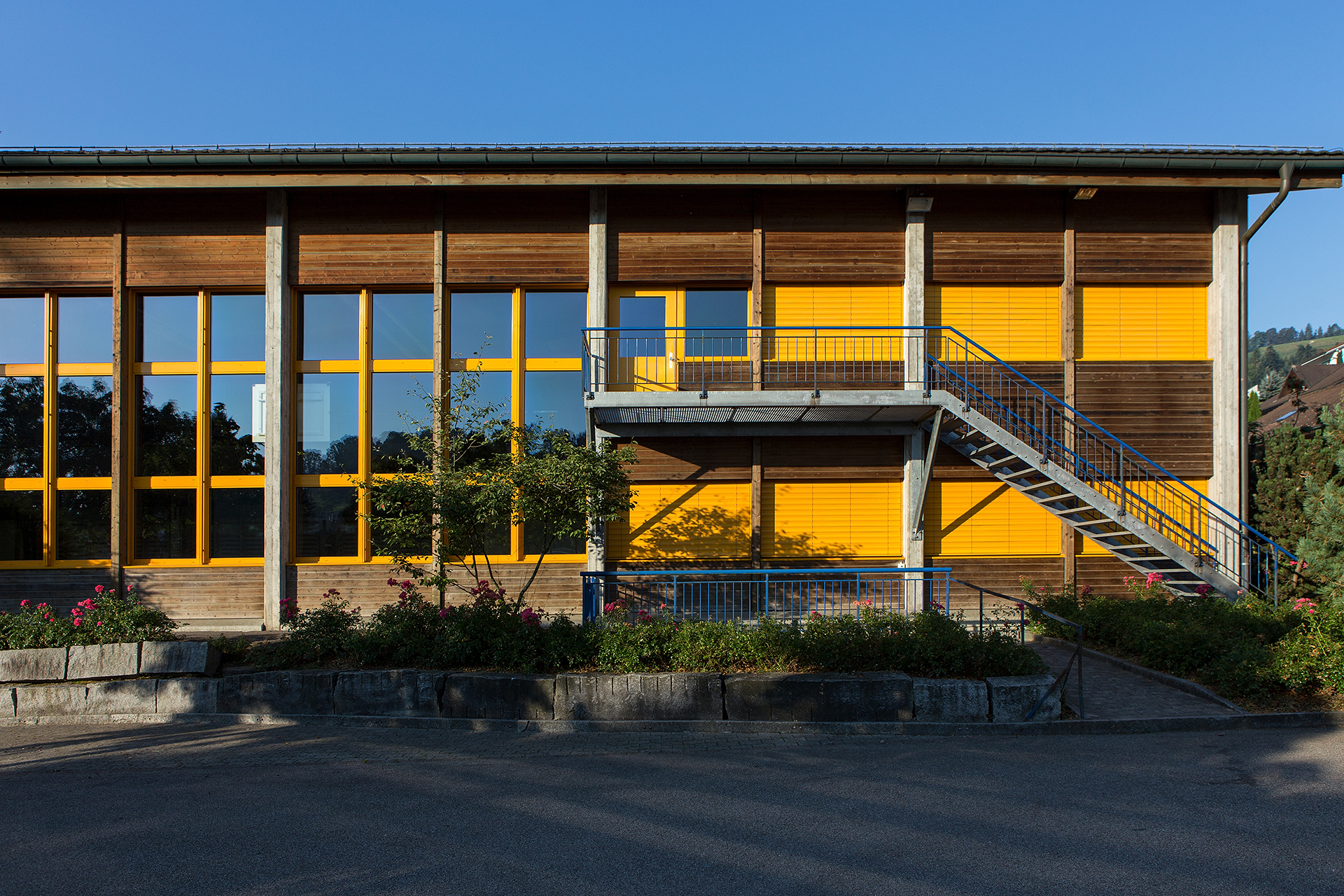
Rickenhalle, Mehrzweckanlage